# (37718) 1996 SR4
(37718) 1996 SR4 est un astéroïde de la ceinture principale d'astéroïdes découvert en 1996.

## Description
(37718) 1996 SR4 a été découvert le 20 septembre 1996 à la station de Xinglong, dans la province chinoise d'Hebei (Chine), par le Beijing Schmidt CCD Asteroid Program.

### Caractéristiques orbitales
L'orbite de cet astéroïde est caractérisée par un demi-grand axe de 2,36 ua, un périhélie de 1,95 ua, une excentricité de 0,17 et une inclinaison de 5,22° par rapport à l'écliptique. Du fait de ces caractéristiques, à savoir un demi-grand axe compris entre 2 et 3,2 ua et un périhélie supérieur à 1,666 ua, il est classé, selon la JPL Small-Body Database, comme objet de la ceinture principale d'astéroïdes.

### Caractéristiques physiques
(37718) 1996 SR4 a une magnitude absolue (H) de 15,5 et un albédo estimé à 0,035.